# My Kind of Christmas
My Kind of Christmas este un album cu muzică pentru Crăciun, lansat de către cântăreața de origine americană Christina Aguilera. Acesta a urcat pe locul 28 în Billboard top 200, a fost vândut în 1,5 milioane exemplare pe plan mondial și a fost certificat cu platină (1 Milion) în S.U.A.. Ricky Martin i-a cerut Aguilerei să realizeze un duet pe melodia Nobody Wants to Be Lonely, cântec de pe albumul său Sound Loaded, lansat în 2001. Această piesă a urcat în top 5 în Marea Britanie și Germania, top douăzeci în S.U.A., și top 40 în Canada, Elveția, Australia.

## Lista Cântecelor
| #   | TItlul                                                    | Muzica/Versuri                                                                    | Durata |
| --- | --------------------------------------------------------- | --------------------------------------------------------------------------------- | ------ |
| 1.  | "Christmas Time"                                          | Alex Alessandroni, Chaka Blackmon, Steven Brown, Ray Cham, Ron Fair               | 4:02   |
| 2.  | "This Year"                                               | Christina Aguilera, Lauren Christy, Graham Edwards, Charlie Midnight, Scott Spock | 4:14   |
| 3.  | "Have Yourself a Merry Littlw Christmas"                  | Ralph Blane, Hugh Martin                                                          | 4:03   |
| 4.  | "Angels We Have Heard on High (împreună cu Eric Dawkins)" | Tradițional                                                                       | 4:11   |
| 5.  | "Merry Christmas, Baby (împreună cu Dr. John)"            | Lou Baxter, Johnny Moore                                                          | 5:44   |
| 6.  | "Oh Holy Night"                                           | Adolphe Adam, John Sullivan Dwight                                                | 4:52   |
| 7.  | "These Are the Special Times"                             | Diane Warren                                                                      | 4:31   |
| 8.  | "The Christmas"                                           | Donny Hathaway, Nadine McKinnor                                                   | 4:01   |
| 9.  | "The Christmas Song"                                      | Mel Tormé, Robert Wells                                                           | 4:25   |
| 10. | "Xtina's Xmas"                                            | Christina Aguilera                                                                | 1:32   |
| 11. | "The Christmas Song(holiday remix)"                       | Tormé, Wells                                                                      | 4:03   |

## Single-uri
| Informații despre single                                                                      |
| --------------------------------------------------------------------------------------------- |
| Christmas Time - Lansat: 2000 - Logo: RCA Records - Lungime:4:01. - Nu a ocupat locuri în top |